# Hypex Electronics
Hypex Electronics — нідерландська компанія, що займається переважно проектуванням та виробництвом високоякісних підсилювачів класу D.

## Про компанію
Hypex було засновано в 1996 році як постачальник вбудованих підсилювачів для концертних акустичних систем. Вироби компанії звернули на себе увагу виробників Hi-Fi акустики.
В 2003 році розпочався повний перехід на виробництво підсилювачів класу D. Основним типом підсилювачів було обрано щойно винайдену технологію "Універсального класу D" (UcD). UсD180/400/700 швидко зарекомендували себе як новий стандарт, як з точки зору технічних характеристик так і суб'єктивного сприйняття. Так підсилювач Hypex UcD400 забезпечує при вихідній потужності 200 Вт коефіцієнт гармонік, що не перевищує 0,05%.
В 2005 році Hypex прийняла стратегічне рішення, вирішивши не лише використовувати у виробництві технологічні винаходи, а й продукувати їх. Для цього на посаду начальника відділу досліджень та розробок було запрошено самого винахідника UcD-технології бельгійця Бруно Путцея.